# Curtis McElhinney
Robert Curtis McElhinney (London, 23 maggio 1983) è un hockeista su ghiaccio canadese professionista che gioca nel ruolo di portiere. Dalla stagione 2012-2013 gioca nella National Hockey League con la squadra dei Columbus Blue Jackets, dove condivide il ruolo da titolare con Sergej Bobrovskij.